# Mucor hiemalis
Mucor hiemalis Wehmer – gatunek grzybów należący do rodziny pleśniakowatych (Mucoraceae). Jeden z najczęściej występujących pleśniaków, grzyb pasożytniczy, u ludzi i zwierząt powodujący groźne choroby.

## Systematyka i nazewnictwo
Pozycja w klasyfikacji według Index Fungorum: Mucor, Mucoraceae, Mucorales, Incertae sedis, Mucoromycetes, Mucoromycotina, Mucoromycota, Fungi.
Ma 21 synonimy. Są nimi wszystkie odmiany, oraz:
- Mucor humicola Raillo 1929
- Mucor intermedius Naumov 1915
- Mucor vallesiacus Lendn. 1919

## Morfologia i rozwój
Na podłożu hodowlanym tworzy kremowo-białe kolonie o wysokości do 1,8 cm. Sporangiofory gładkie z gutulami w środku, o szerokości 8–12 μm, zwykle proste, później rozgałęziające się. Zarodnie kuliste, jasnobrązowe, o średnicy 43,7–60 µm i rozpływających się ścianach, po których pozostaje kołnierz. Kolumelle prawie kuliste lub elipsoidalne, 21–30 × 20–28 μm, gładkie, z gutulami w środku. Sporangiospory elipsoidalne, różnej wielkości 4,0–6,4 × 2–3,3 μm, o stosunku szerokości do długości 1,7–2: 1, gładkie, z gutulami na dwóch końcach. Jest heterotaliczny. Zygosporangia początkowo jasnobrązowe, w stanie dojrzałym ciemnobrązowe, kuliste, o średnicy 64–90 μm średnicy, na zygoforach o zróżnicowanej średnicy; większe 20–32 μm, mniejsze 8–11 μm średnicy.

## Znaczenie
- Mucor hiemalis u ludzi wywołuje groźną chorobę mukormykozę. W Indiach stwierdzono również przypadki występowania rozlanego obrzęku uda spowodowanego tym patogenem występującym podskórnie[6].
- Atakuje również ryby. Stwierdzono mukormykozę u karpi prowadzącą do ich śmierci[3].
- Ma zdolność rozkładu kwasu moczowego. W krótkim czasie wytwarza duże ilości enzymu oksydaza moczanowa rozkładającego ten związek[7].